# 刘恒 (作家)
刘恒（1954年5月—），原名刘冠军，北京人，中华人民共和国小说家、编剧。刘恒的部分作品被翻译成英语、法语、日语、韩语。刘恒现任北京市文联成员、北京市作家协会主席。

## 生平
1954年，刘恒出生在北京市，老家北京门头沟，曾在北京外国语学院附属小学和中学读书。1966年，毛泽东发起文化大革命，学校停课，刘恒和父亲母亲回到乡下干农活。后来又复课，刘恒读完初中二年级，参军入伍，加入中国人民解放军海军某部。1975年，刘恒服役完成回到北京，上级给他安排了2份工作任他选择：北京市历史博物馆、北京市农机研究所，结果，刘恒和一名复员军人交换，去北京汽车制造厂当了一名装配工，每天在流水线工作。
1977年，刘恒写了处女作短篇小说《小石磨》，在《北京文学》发表，刘恒因此被选中去《北京文学》编辑部实习，后来正式成为一名编辑，在杨沫手下工作，刘恒曾编辑过王安忆、陈建功、苏童等的小说。
1985年到1987年，刘恒感觉自己知识和文化水平不够，又在北京师范大学干部专修班学习了3年。1986年，刘恒发表短篇小说《狗日的粮食》、《狼窝》、《力气》，《狗日的粮食》荣获“全国优秀短篇小说奖”。1989年，刘恒离开《北京文学》杂志社，加入北京市作家协会，成为一名合同制写作人，他写了《黑的雪》、《逍遥颂》、《沧河白日梦》3部长篇小说，《伏羲伏羲》等20部中篇小说，《拳圣》等多篇短篇小说。同年，刘恒和导演谢飞合作，把长篇小说《黑的雪》改写成剧本《本命年》，由姜文、岳红等出演，荣获“柏林电影节‘银熊奖’”。1990年，刘恒和导演张艺谋合作，把中篇小说《伏羲伏羲》改写成剧本《菊豆》，由巩俐、李保田出演，荣获“香港电影金像奖”、“法国戛纳国际电影节路易斯·布努力埃尔特别奖”。1992年，刘恒把陈源斌的小说《万家诉讼》改写成故事片《秋菊打官司》，拍成影视。1993年，刘恒荣获“庄重文文学奖”。1997年，刘恒的中篇小说《天知地知》荣获“第一届鲁迅文学奖”。2000年，刘恒荣获“第18届中国电视剧金鹰奖最佳编剧奖”、“第10届北京影视春燕奖优秀电视剧编剧奖”、中篇小说《贫嘴张大民的幸福生活》荣获第1届老舍文学奖之优秀中篇小说奖。2004年，刘恒担任《北京文学》杂志的主编，他被授予中宣部“五个一工程”奖、“北京市文学创作终身成就奖”。刘恒把小说《贫嘴张大民的幸福生活》改写成剧本，拍成电视剧。21世纪以来，刘恒陆续把杨金远小说《官司》改写成剧本《集结号》，把严歌苓小说《金陵十三钗》改写成剧本《金陵十三钗》，同时担任《张思德》、《铁人》、《云水谣》等中宣部主旋律影片的编剧。

## 作品

### 长篇小说
- 《黑的雪》
- 《逍遥颂》
- 《沧河白日梦》

### 中篇小说
- 《伏羲伏羲》
- 《天知地知》
- 《贫嘴张大民的幸福生活》

### 短篇小说
- 《小石磨》
- 《狗日的粮食》
- 《狼窝》
- 《力气》

### 剧作
- 《窝头会馆》（话剧，2009年）
- 《夏日彩虹（英语：A Village Teacher）》（歌剧，郝维亚（英语：Hao Weiya）作曲，2009年首演时名为《山村女教师》，2021年经改动后更名[7]）
- 《731》（电影，2025年）

## 奖项
| 年份   | 作品                     | 奖项                                 | 是否得奖 | 备注  |
| ------ | ------------------------ | ------------------------------------ | -------- | ----- |
| 1986年 | 《狗日的粮食》           | 全国优秀短篇小说奖                   | 獲獎     | [ 3 ] |
| 1997年 | 《天知地知》             | 第一届鲁迅文学奖                     | 獲獎     | [ 3 ] |
| 1993年 |                          | 庄重文文学奖                         | 獲獎     | [ 3 ] |
| 2000年 |                          | 第18届中国电视剧金鹰奖最佳编剧奖     | 獲獎     | [ 3 ] |
| 2000年 |                          | 第10届北京影视春燕奖优秀电视剧编剧奖 | 獲獎     | [ 3 ] |
| 2000年 | 《贫嘴张大民的幸福生活》 | 第1届老舍文学奖之优秀中篇小说奖      | 獲獎     | [ 3 ] |
| 2004   |                          | 中宣部“五个一工程”奖                 | 獲獎     | [ 3 ] |
| 2004   |                          | 北京市文学创作终身成就奖             | 獲獎     | [ 3 ] |